# Сілвер-Кліфф (Вісконсин)
Сілвер-Кліфф (англ. Silver Cliff) — місто (англ. town) в США, в окрузі Марінетт штату Вісконсин. Населення — 514 особи (2020).

## Демографія
Згідно з переписом 2010 року, у місті мешкала 491 особа в 218 домогосподарствах у складі 151 родини. Було 1162 помешкання
Расовий склад населення:
| - 99,4 % — білих - 0,4 % — чорних або афроамериканців |

До двох чи більше рас належало 0,2 %. Частка іспаномовних становила 0,6 % від усіх жителів.
За віковим діапазоном населення розподілялося таким чином: 17,5 % — особи молодші 18 років, 49,1 % — особи у віці 18—64 років, 33,4 % — особи у віці 65 років та старші. Медіана віку мешканця становила 56,9 року. На 100 осіб жіночої статі у місті припадало 99,6 чоловіків;  на 100 жінок у віці від 18 років та старших — 103,5 чоловіків також старших 18 років.
Середній дохід на одне домашнє господарство  становив 48 262 долари США (медіана — 41 000), а середній дохід на одну сім'ю — 52 110 доларів (медіана — 43 846). Медіана доходів становила 40 625 доларів для чоловіків та 28 750 доларів для жінок. За межею бідності перебувало 7,6 % осіб, у тому числі 23,3 % дітей у віці до 18 років та 2,9 % осіб у віці 65 років та старших.
Цивільне працевлаштоване населення становило 147 осіб. Основні галузі зайнятості: освіта, охорона здоров'я та соціальна допомога — 21,1 %, будівництво — 15,6 %, транспорт — 10,2 %, публічна адміністрація — 10,2 %.